# Leptogenys excisa
Leptogenys excisa är en myrart som först beskrevs av Mayr 1876.  Leptogenys excisa ingår i släktet Leptogenys och familjen myror. Inga underarter finns listade i Catalogue of Life.

## Bildgalleri

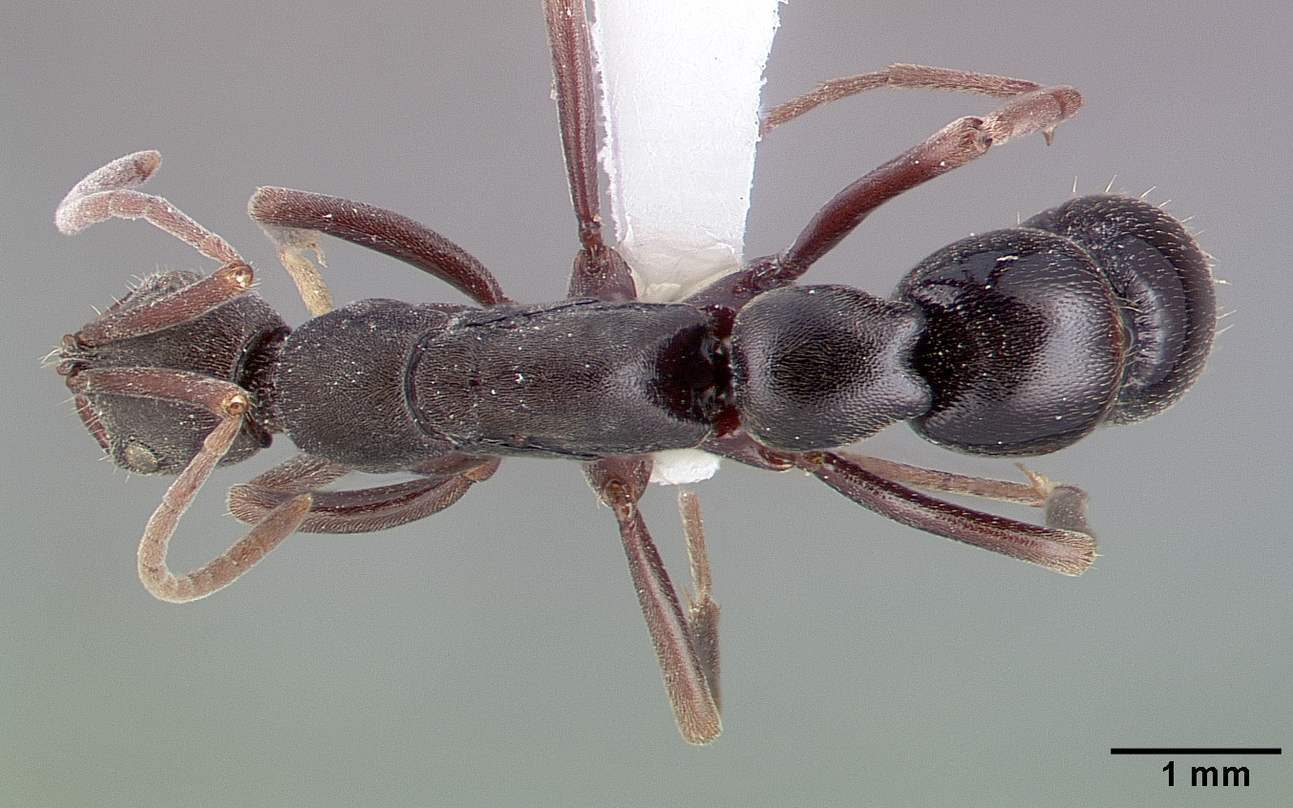
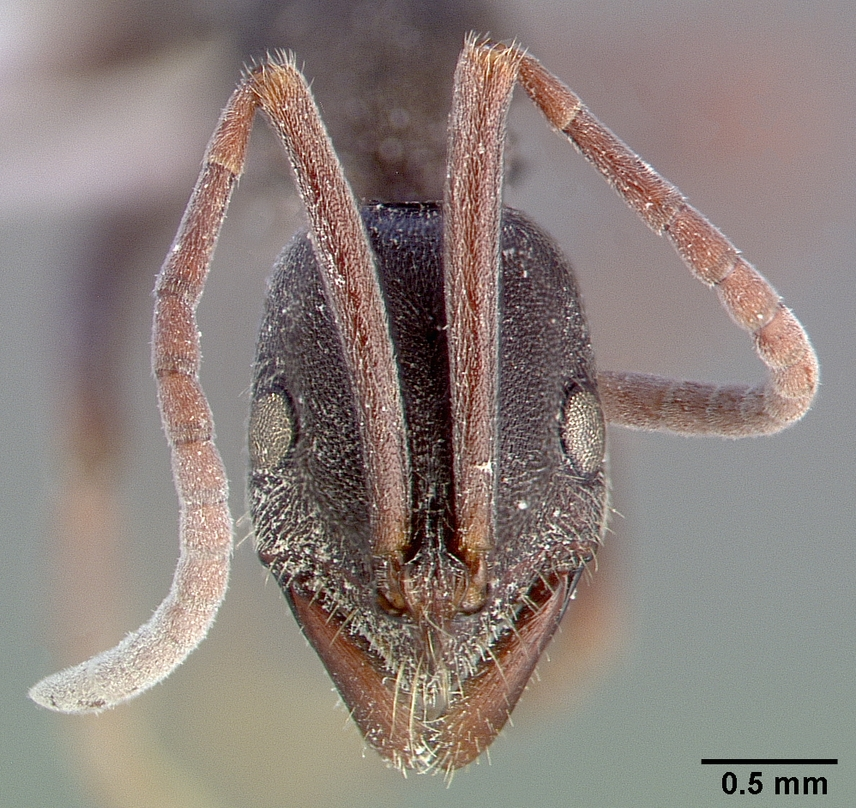
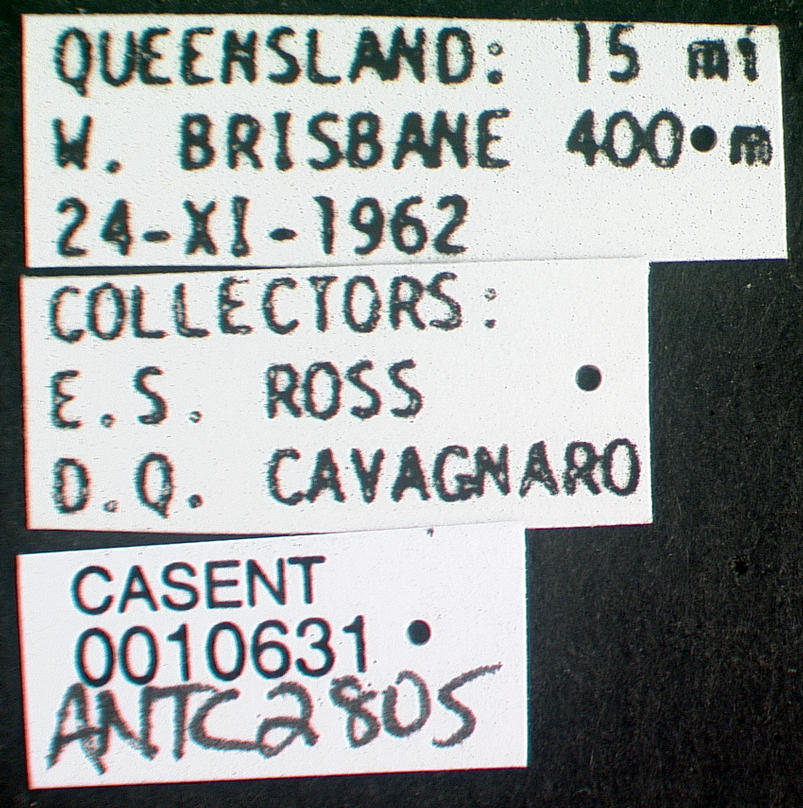
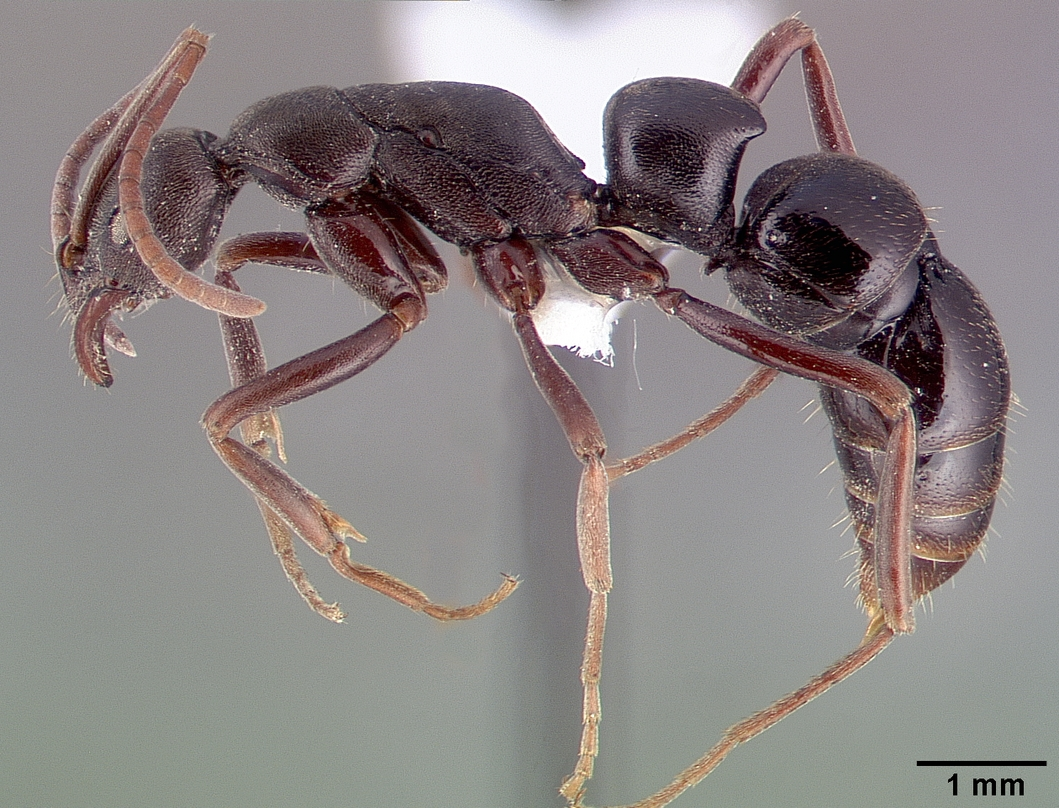